# Касимова Аяулим Танирбергенівна
Аяулим Танирбергенівна Касимова (нар. 12 травня 1994, Алматинська область) — казахська борчиня вільного стилю, срібна та бронзова призерка чемпіонатів Азії, срібна призерка Азійських ігор.

## Життєпис
Боротьбою почала займатися з 2009 року. У 2011 році стала бронзовою призеркою чемпіонату Азії серед кадетів. Наступного повтрила цей результат на чемпіонаті Азії серед юніорів, а ще через рік вдруге піднялася на третю сходинку чемпіонату Азії серед юніорів.
Тренується у спортивному інтернаті Талдикоргана. Тренер — Кайрат Сагадієв.

## Спортивні результати на міжнародних змаганнях

### Виступи на Чемпіонатах світу
| Змагання                        | Збірна    | Вагова категорія          | Місце |
| ------------------------------- | --------- | ------------------------- | ----- |
| Чемпіонат світу з боротьби 2013 | Казахстан | жіноча боротьба, до 59 кг | 23    |
| Чемпіонат світу з боротьби 2016 | Казахстан | жіноча боротьба, до 60 кг | 5     |
| Чемпіонат світу з боротьби 2017 | Казахстан | жіноча боротьба, до 60 кг | 13    |
| Чемпіонат світу з боротьби 2018 | Казахстан | жіноча боротьба, до 62 кг | 20    |
| Чемпіонат світу з боротьби 2019 | Казахстан | жіноча боротьба, до 62 кг | 27    |
| Чемпіонат світу з боротьби 2021 | Казахстан | жіноча боротьба, до 62 кг | 14    |
| Чемпіонат світу з боротьби 2022 | Казахстан | жіноча боротьба, до 62 кг | 24    |

### Виступи на Чемпіонатах Азії
| Змагання                       | Збірна    | Вагова категорія          | Місце  |
| ------------------------------ | --------- | ------------------------- | ------ |
| Чемпіонат Азії з боротьби 2015 | Казахстан | жіноча боротьба, до 60 кг | 5      |
| Чемпіонат Азії з боротьби 2017 | Казахстан | жіноча боротьба, до 60 кг | Бронза |
| Чемпіонат Азії з боротьби 2018 | Казахстан | жіноча боротьба, до 62 кг | 5      |
| Чемпіонат Азії з боротьби 2019 | Казахстан | жіноча боротьба, до 62 кг | 9      |
| Чемпіонат Азії з боротьби 2020 | Казахстан | жіноча боротьба, до 62 кг | Срібло |
| Чемпіонат Азії з боротьби 2022 | Казахстан | жіноча боротьба, до 62 кг | 8      |

### Виступи на Азійських іграх
| Змагання                        | Збірна    | Вагова категорія          | Місце  |
| ------------------------------- | --------- | ------------------------- | ------ |
| Азійські ігри в приміщенні 2017 | Казахстан | жіноча боротьба, до 63 кг | Срібло |
| Азійські ігри 2018              | Казахстан | жіноча боротьба, до 62 кг | 6      |

### Виступи на інших змаганнях
| Змагання                                                         | Збірна    | Вагова категорія          | Місце  |
| ---------------------------------------------------------------- | --------- | ------------------------- | ------ |
| Flatz Open 2013                                                  | Казахстан | жіноча боротьба, до 59 кг | 7      |
| Гран-прі «Іван Яригін» 2014                                      | Казахстан | жіноча боротьба, до 58 кг | 7      |
| Турнір міста Сассарі з боротьби 2014                             | Казахстан | жіноча боротьба, до 58 кг | 5      |
| Золотий Гран-прі з боротьби 2014 (Баку)                          | Казахстан | жіноча боротьба, до 58 кг | 10     |
| Відкритий чемпіонат Польщі з боротьби 2014                       | Казахстан | жіноча боротьба, до 60 кг | 13     |
| Турнір Олександра Медведя 2015                                   | Казахстан | жіноча боротьба, до 60 кг | 5      |
| Відкритий кубок Монголії з боротьби 2015                         | Казахстан | жіноча боротьба, до 60 кг | 5      |
| Відкритий кубок Монголії з боротьби 2015                         | Казахстан | жіноча боротьба, до 58 кг | Бронза |
| Турнір міста Сассарі 2015                                        | Казахстан | жіноча боротьба, до 60 кг | Золото |
| Гран-прі Іспанії з боротьби 2015                                 | Казахстан | жіноча боротьба, до 60 кг | 10     |
| Кубок Президента Казахстану з боротьби 2015                      | Казахстан | жіноча боротьба, до 60 кг | Золото |
| Гран-прі «Іван Яригін» 2016                                      | Казахстан | жіноча боротьба, до 60 кг | Срібло |
| Турнір Олександра Медведя 2016                                   | Казахстан | жіноча боротьба, до 60 кг | Срібло |
| Олімпійський кваліфікаційний турнір з боротьби 2016 (Улан-Батор) | Казахстан | жіноча боротьба, до 58 кг | 5      |
| Гран-прі «Іван Яригін» 2017                                      | Казахстан | жіноча боротьба, до 60 кг | 16     |
| Турнір Яшара Догу 2017                                           | Казахстан | жіноча боротьба, до 60 кг | Срібло |
| Турнір Дана Колова — Николи Петрова 2017                         | Казахстан | жіноча боротьба, до 60 кг | Бронза |
| Турнір міста Сассарі з боротьби 2017                             | Казахстан | жіноча боротьба, до 60 кг | Срібло |
| Відкритий чемпіонат Польщі з боротьби 2017                       | Казахстан | жіноча боротьба, до 60 кг | Бронза |
| Гран-прі «Іван Яригін» 2018                                      | Казахстан | жіноча боротьба, до 62 кг | 5      |
| Гран-прі Іспанії з боротьби 2018                                 | Казахстан | жіноча боротьба, до 62 кг | 5      |
| Турнір Олександра Медведя 2018                                   | Казахстан | жіноча боротьба, до 62 кг | 5      |
| Турнір Дана Колова — Николи Петрова 2019                         | Казахстан | жіноча боротьба, до 62 кг | 22     |
| Турнір міста Сассарі з боротьби 2019                             | Казахстан | жіноча боротьба, до 62 кг | 9      |
| Турнір Яшара Догу 2019                                           | Казахстан | жіноча боротьба, до 62 кг | 8      |
| Відкритий чемпіонат Польщі з боротьби 2019                       | Казахстан | жіноча боротьба, до 62 кг | 19     |
| Гран-прі «Іван Яригін» 2020                                      | Казахстан | жіноча боротьба, до 62 кг | 5      |
| Турнір Маттео Пелліцоне 2021                                     | Казахстан | жіноча боротьба, до 62 кг | 6      |
| Азійський олімпійський кваліфікаційний турнір з боротьби 2021    | Казахстан | жіноча боротьба, до 62 кг | 4      |
| Турнір Яшара Догу 2021                                           | Казахстан | жіноча боротьба, до 62 кг | Срібло |
| Турнір Яшара Догу 2022                                           | Казахстан | жіноча боротьба, до 62 кг | 15     |

### Виступи на змаганнях молодших вікових груп
| Змагання                                      | Збірна    | Вагова категорія          | Місце  |
| --------------------------------------------- | --------- | ------------------------- | ------ |
| Чемпіонат Азії з боротьби серед кадетів 2011  | Казахстан | жіноча боротьба, до 60 кг | Бронза |
| Чемпіонат Азії з боротьби серед юніорів 2012  | Казахстан | жіноча боротьба, до 59 кг | Бронза |
| Чемпіонат світу з боротьби серед юніорів 2012 | Казахстан | жіноча боротьба, до 59 кг | 11     |
| Чемпіонат Азії з боротьби серед юніорів 2013  | Казахстан | жіноча боротьба, до 59 кг | Бронза |
| Чемпіонат світу з боротьби серед молоді 2017  | Казахстан | жіноча боротьба, до 60 кг | 12     |